# Sonja Buckel
Sonja Buckel (* 11. Dezember 1969 in Frankfurt am Main) ist eine deutsche Politikwissenschaftlerin und Juristin. Sie ist Professorin für Politische Theorie im Fachbereich Gesellschaftswissenschaften der Universität Kassel und Vizepräsidentin für Gleichstellung, Graduiertenförderung und Kommunikation. 

## Leben und Werdegang
Buckel absolvierte von 1986 bis 1989 eine kaufmännische Ausbildung und besuchte im Anschluss daran das Frankfurter Abendgymnasium. Von 1993 bis 1997 studierte sie Politikwissenschaft, Philosophie und Germanistik an der Johann Wolfgang Goethe-Universität Frankfurt am Main. 1995 begann sie das Studium der Rechtswissenschaft, das sie 2001 mit dem Ersten Staatsexamen abschloss. Anschließend war Buckel bis 2009 als wissenschaftliche Mitarbeiterin von Josef Esser am Fachbereich Gesellschaftswissenschaften an dieser Universität tätig. In dieser Zeit wurde sie 2006 mit einer Arbeit zur materialistischen Rechtstheorie promoviert. Diese Arbeit wurde 2017 mit dem Übersetzungspreis („Geisteswissenschaften International“) des Börsenvereins des Deutschen Buchhandels, der Fritz Thyssen Stiftung, von VG-Wort und des Auswärtigem Amts ausgezeichnet. Im Wintersemester 2007/2008 vertrat Buckel die Professur für Law and Economics an der Europa-Universität Flensburg. Seit April 2009 war sie am Frankfurter Institut für Sozialforschung tätig und arbeitete zusammen mit John Kannankulam und Jens Wissel im Forschungsprojekt Transnationalisierung des Staates im Prozess der Entstehung einer gemeinsamen Europäischen Migrationskontrollpolitik.
Im Sommersemester 2010 war sie als Gastprofessorin an der Universität Wien tätig.
Seit Januar 2009 gehört Buckel zum Herausgeberkreis der Zeitschrift Kritische Justiz. Sie ist Gründungsmitglied der Assoziation für kritische Gesellschaftsforschung und Mitglied der Deutschen Vereinigung für Politikwissenschaft. 
Zum September 2013 nahm Sonja Buckel einen Ruf als Professorin im Bereich der Politikwissenschaft an der Universität Kassel an. Im Juli 2021 wurde Buckel zur Vizepräsidentin der Universität Kassel gewählt. Seit 2022 ist sie Mitglied des Kollegiums und seit 2025 stellvertretende Direktorin des Instituts für Sozialforschung in Frankfurt am Main.

## Forschung
Zu ihren Forschungsschwerpunkten gehören die Rechts- und Staatstheorie sowie Europa- und Migrationsforschung. Sie arbeitet insbesondere zur gesellschaftstheoretisch reflektierten Analyse rechtlicher Auseinandersetzungen sowie zu den Transformationen des europäischen Grenzregimes. Für die Kammer für Arbeiter und Angestellte in Wien verfasste sie die gemeinsam mit Judith Kopp erarbeitete Studie „Das Recht, nicht gehen zu müssen“ Eine Analyse der europäischen „Fluchtursachenbekämpfung“ im Kontext globaler Ungleichheit, die im Juni 2021 veröffentlicht wurde.

## Veröffentlichungen (Auswahl)
Autorin
- Subjektivierung und Kohäsion. Zur Rekonstruktion einer materialistischen Theorie des Rechts. Velbrück Wissenschaft, Weilerswist 2007, ISBN 978-3-938808-29-0.
  - englisch: Subjectivation and Cohesion. Towards the Reconstruction of a Materialist Theory of Law,  Brill, Leiden 2020, ISBN 978-90-04-35953-6.
- »Welcome to Europe« – Die Grenzen des europäischen Migrationsrechts. Juridische Auseinandersetzungen um das »Staatsprojekt Europa«. Transcript, Bielefeld 2013, ISBN 978-3-8376-2486-1.
- gemeinsam mit Judith Kopp: „Das Recht, nicht gehen zu müssen“ Eine Analyse der europäischen „Fluchtursachenbekämpfung“ im Kontext globaler Ungleichheit, Wien 2021, ISBN 978-3-7063-0876-2 (Studie als PDF-Datei).
- mit Judith Kopp: Fluchtursachen. Das Recht, nicht gehen zu müssen, und die Politik Europas, Bertz + Fischer, Berlin 2022, ISBN 978-3-86505-771-6.

Herausgeberin
- mit Ralph Christensen, Andreas Fischer-Lescano: Neue Theorien des Rechts. Lucius & Lucius, Stuttgart 2006, ISBN 978-3-8252-2744-9, (2., erweiterte Auflage 2009; 3. neu bearbeitete Auflage 2020).
- mit Andreas Fischer-Lescano: Hegemonie gepanzert mit Zwang. Politik und Zivilgesellschaft im Staatsverständnis Antonio Gramscis (= Staatsverständnisse. Bd. 11). Nomos, Baden-Baden 2007, ISBN 978-3-8329-2438-6.
- mit Johannes Angermüller, Margit Rodrian-Pfennig: Solidarische Bildung. Crossover: Experimente selbstorganisierter Wissensproduktion. VSA, Hamburg 2012, ISBN 978-3-89965-498-1.
- mit Lukas Oberndorfer, Axel Troost, Andrea Ypsilanti: Solidarisches Europa. Mosaiklinke Perspektiven. VSA, Hamburg 2013, ISBN 978-3-89965-567-4.
- mit der Forschungsgruppe ›Staatsprojekt Europa‹: Kämpfe um Migrationspolitik. Theorie, Methode und Analysen kritischer Europaforschung. Transcript, Bielefeld 2014, ISBN 978-3-8376-2402-1.
- mit Laura Graf, Judith Kopp, Neva Löw, Maximilian Pichl: Kämpfe um Migrationspolitik seit 2015. Zur Transformation des europäischen Migrationsregimes.  Transcript, Bielefeld 2021, ISBN 978-3-8394-5753-5.